# Свети Илия (връх, 1001,9 м)
Вижте пояснителната страница за други значения на Свети Илия.
Светѝ Илѝя (1001,9 m) е връх в Родопите, в Жълти дял. Намира на около 4 km север-северозападно от град Неделино и 2 – 3 km южно от село Падина, западно от третокласния републикански път III-8652.